# Oskar von der Lancken-Wakenitz
Oskar Freiherr von der Lancken-Wakenitz, né le 5 octobre 1867 à Parchtitz-Boldevitz, arrondissement de Rügen et mort le 23 octobre 1939 dans la même ville, est un diplomate allemand. Il est administrateur militaire lors de l'occupation de la Belgique par le Reich à partir de 1915. 
Il est également connu pour avoir participé aux négociations de paix entre le Reich et les Alliés en 1917.

## Biographie
Après des études de droit à Lausanne en 1886-1887 et son service militaire en 1888, il intègre le ministère des affaires étrangères en 1894. En 1914, il rejoint le gouvernement général à Bruxelles comme chef du département politique. Il prend sa retraite en 1919.
Il épouse en 1894 Renata Friedenthal (1868-1945), fille d'un ministre prussien, Karl Rudolf Friedenthal, et de Fanny von Rosenberg.